# 국군체육부대
국군체육부대(國軍體育部隊, Korea Armed Forces Athletic Corps 약칭: KAFAC)는 국군 장병의 체력 향상을 위한 교리를 연구·발전시키고 체육특기자를 발굴·육성함으로써 군 전력 강화에 이바지하기 위하여 설치된 대한민국 국방부 직할부대이다. 대한민국 국군의 체육 부대로서 대한민국의 운동선수들이 입대하여 이곳 소속으로 병역을 이행하게 된다. 부대 별칭은 불사조 상무부대(不死鳥尙武部隊)이며, 보통 상무(尙武)라고 부른다. 부대 구호는 "조국의 영광, 여기서 우리가!"이다.

## 역사
기존에는 각 군별로 육군은 충의, 해군은 해룡, 공군은 성무라는 부대를 만들어 각 종목의 선수 관리를 해 왔으나, 1982년 육군에서 각 부대별로 관리하던 18개 종목을 통합하여 '육군체육지도대'를 만들고 부대 별칭을 '웅비'라고 명명하며 조직 통폐합 작업을 시작하였으며, 이후 1984년 1월 4일 육군종합행정학교에서 국군체육부대를 창설함으로써 전 군의 체육 종목을 통합하였다. 2013년 10월 10일 경기도 성남시에서 경상북도 문경시로 부대를 이전했다.

## 편제
부대장은 원래는 준장이었으나 현재는 2급 군무원이며 휘하에는 대대급 부대인 각 경기대와 부대 경비에 필요한 일정 규모의 부대가 있다. 경기 대 휘하에는 각 종목별 감독과 선수들이 소속되어 있다. 감독은 민간인이지만 일단 위관급 장교로 대우한다. 선수는 사격 등 일부 종목이나 여자 선수들에 한해 부사관이며 나머지 선수들은 전원 병이다. 이는 오직 대한민국에서만 해당되는 사항이며 외국의 경우 운동 선수가 군복무를 하면 기본 장교의 계급을 부여하도록 되어 있는데 일례로 1954년 FIFA 월드컵에서 활약한 헝가리 축구 국가대표팀의 페렌츠 푸스카스는 군인 신분으로 축구 선수를 병행했으며 계급이 소령이었다.
2020년 이후부터는 장성급 장교 정원 감축의 일환으로 국군체육부대의 부대장을 장성급 장교가 아닌 군무원으로 변경하기로 확정되었으며 이에 따라 부대장은 육군 준장에서 군무원 2급으로 변경되었다.

## 특징
국군체육부대에 소속된 운동 선수들은 운동 선수와 군인이라는 두 가지 직업에 종사하며 병역법에 준하는 과정을 거쳐 입대하기 때문에 200cm 이상의 장신 또는 150kg 이상의 거구는 존재하지 않는다. 여군의 경우 역시 184cm 이상의 장신 또는 84kg 이상의 거구는 존재하지 않는다. 이 때문에 농구와 배구에서는 평균 신장이 가장 작다.
과거에는 상무에 소속된 이후에는 병역특례대상이 되어도 계속 복무했으나 오세근이 아시안 게임 금메달을 획득한 이후 법령이 개정되어 군 복무 중 병역특례대상이 되면 전역 처리와 동시에 원래 소속팀으로 복귀한다. 국군체육부대에 입대하지 않는 병역특례대상이 되면 기초군사훈련으로 병역이 완료되며 그 대상은 다음과 같다.
- 올림픽에 출전하여 3위 이상 입상했을 경우.
- 아시안 게임에 출전하여 우승(1위)했을 경우.

국군체육부대에 소속된 운동 선수들의 신분은 '경기병' 또는 '경기부사관'이며 경기병의 경우는 신분만 병일 뿐 생활 통제는 간부와 동일하게 한다. 그 이유인 즉 경기를 하기 위해 원정을 갈 일이 많아 위수 지역은 의미가 없으며 병처럼 통제하면 경기를 하러 가는 데에 문제가 발생하기 때문이다. 위수 지역 자체가 의미가 없기 때문에 이근호 경기병이 2014년 FIFA 월드컵에서 대한민국 축구 국가대표팀의 엔트리 멤버로서 대한민국에서 가장 멀리 이격된 나라 중 하나인 브라질까지 가서 경기를 할 수 있는 것이다.
- 외출 및 외박이 자유롭다.
- 식사는 상비사단의 사병 식당과는 달리 뷔페식으로 한다.
- 일과 시간 외에는 통제가 없다.
- 경기병 및 경기부사관들간 서열은 입대하기 이전의 서열을 그대로 적용한다.

이 때문에 국가대표에 선발될 실력이 없는 운동 선수들은 국군체육부대에 입대하기 위해 노력하고 있으며 국가대표에 선발된 적이 있는 선수들은 이 부대에 입대하는 것보다 더 대우가 좋은 예술체육요원이 되기 위해 노력한다. 참고로 예술체육요원은 자신이 하는 종목으로 군복무를 완전히 대체하는 제도이다.
이는 대한민국에만 국한된 상황이며 대한민국 이외의 다른 나라에서는 운동 선수가 군복무를 하면 장교 신분이 부여된다. 실제로도 1954년 FIFA 월드컵 당시 최고의 스타 플레이어였던 페렌츠 푸스카스 역시 군대에 소속된 축구팀인 부다페스트 혼베드 FC 소속이었는데 그 때 푸스카스의 계급은 소령이었다.

## 종목별 부대
총 33개 종목을 운영하고 있다.

### 종목 및 선수 추가
국방부는 2018년 동계 올림픽의 성공적인 개최와 동계 스포츠 저변확대를 위해 쇼트트랙 등 9개 종목 33명 선수를 2013년부터 2019년까지 한시적으로 운영한다고 2012년 7월 23일 발표했다. 추가된 종목과 선수는 빙상의 스피드 스케이팅과 쇼트트랙 각각 5명, 스키는 알파인 등 6개 종목에서 각 1명씩 6명, 아이스하키 17명이다.
국군체육부대는 바이애슬론을 제외하고는 동계 스포츠 종목을 운영하지 않아 선수들 대부분이 현역 혹은 공익근무요원으로 군복무를 해야 했지만 평창 동계 올림픽을 위해 동계 스포츠 종목 선수들도 현역 입대 후 국군체육부대에서 체계적인 운동을 할 수 있게 됐다. 하지만 해당 종목들은 평창 동계 올림픽까지 임시로 운영된다.
| 1 경기대                                                                                        | 2 경기대                                                                                         | 3 경기대                                                                              |
| ----------------------------------------------------------------------------------------------- | ------------------------------------------------------------------------------------------------ | ------------------------------------------------------------------------------------- |
| - 남자 축구 - 농구 - 핸드볼 - 럭비 - 복싱 - 유도 - 레슬링 - 태권도 - 수영 - 육상 - 트라이애슬론 | - 야구 - 배드민턴 - 배구 - 테니스 - 하키 - 체조 - 역도 - 탁구 - 사이클 - 여자 축구 - 양궁 - 펜싱 | - 사격 - 근대5종 - 바이애슬론 - 아이스하키 - 스키 - 빙상 - 루지 - 스켈레톤 - 봅슬레이 |

## 사건 사고
여자 축구 종목은 문경 상무팀이다. 2014년 11월 4일 열린 2015 WK리그 드래프트에서 전체 6순위로 최유리 선수가 상무로 지명되자 다른 건 몰라도 절대로 군복무만은 할 수 없다는 이유로 최유리는 이 드래프트를 거절했다. 이 이유로 인해 최유리는 '2년 간 선수등록 금지'라는 중징계를 받고 무적 선수가 되었지만 대한축구협회에서는 일반적인 팀이라면 드래프트 거절에 대해 처벌이 정당하지만 이 경우 병역의 의무가 부과되지 않는 여성에게 축구선수라는 이유만으로 국방부에서 징병권을 행사한 사례라고 판단하여 최유리의 징계를 1년으로 단축시켰다. 이후 최유리는 세종 스포츠토토로 재드래프트되어 입단했다.
과거 대한민국의 여자 축구 선수는 무조건 드래프트되는 팀대로 가야 했는데 그래서 보은 상무로 드래프트되면 본인은 꿈에도 없던 군복무를 해야 하는 상황에 처했으며 이 때문에 드래프트에 의해 여자임에도 강제징집 당해 어쩔 수 없이 군복무를 해야만 했던 보은 상무 소속의 선수들은 입단하면서 피눈물을 흘려가며 대성통곡을 해야만 했다. 하지만 최유리의 드래프트 거절로 인해 보은 상무 한정으로, '군복무'라는 특성을 감안하여 지원자를 먼저 받은 후 지원자를 채우지 못할 경우에 한정되어 드래프트를 하도록 되어 있고 다른 팀이라면 몰라도 보은 상무에 한해서는 해당 선수가 드래프트를 거절할 수 있도록 방침이 변경되었다. 이에 여자 축구 선수들은 최유리의 보은 상무 드래프트 거절 사건으로 인해 원치 않는 군복무를 하지 않아도 되는 여건이 조성되었다.

## 역대 지휘관
| #  | 계급 / 성명       | 취임             | 이임             | 비고  |
| -- | ----------------- | ---------------- | ---------------- | ----- |
| 1  | 대장 김진선       | 1984년 1월       | 1987년 1월       |       |
| 2  | 소장 엄삼탁       | 1987년 1월       | 1989년 1월       |       |
| 3  | 소장 김명세       | 1989년 1월       | 1991년 1월       |       |
| 4  | 소장 장정호       | 1991년 1월       | 1993년 1월       |       |
| 5  | 준장 김종식       | 1993년 1월       | 1995년 4월       |       |
| 6  | 준장 전영룡       | 1995년 4월       | 1997년 4월       |       |
| 7  | 중장 김윤석       | 1997년 4월       | 1998년 10월      |       |
| 8  | 준장 윤부정       | 1998년 10월      | 2000년 11월      |       |
| 9  | 소장 이명구       | 2000년 11월      | 2001년 11월      |       |
| 10 | 준장 허연욱       | 2001년 11월      | 2003년 9월       |       |
| 11 | 준장 이상균       | 2003년 9월       | 2005년 5월       |       |
| 12 | 준장 김효근       | 2005년 5월       | 2006년 10월      |       |
| 13 | 준장 양세일       | 2006년 12월      | 2008년 11월      |       |
| 14 | 준장 이정은       | 2008년 11월      | 2009년 11월      |       |
| 15 | 준장 부재원       | 2009년 11월      | 2011년 3월       |       |
| 16 | 준장 김현수       | 2011년 4월       | 2012.11년 11월   |       |
| 17 | 준장 윤흥기       | 2012년 11월      | 2014.11년 11월   |       |
| 18 | 준장 고명현       | 2014년 11월 6일  | 2015년 12월 17일 |       |
| 19 | 준장 곽합         | 2015년 12월 17일 | 2018년 4월 30일  |       |
| 20 | 대령 이방현       | 2018년 5월 1일   | 2019년 12월 16일 |       |
| 21 | 2급 군무원 곽합   | 2019년 12월 16일 | 2021년 12월 15일 | [ 4 ] |
| 22 | 2급 군무원 김동열 | 2022년 7월 26일  | 2024년 7월 25일  |       |
| 23 | 2급 군무원 진규상 | 2024년 8월 26일  |                  |       |

## 같이 보기
- 세계 군인 체육 대회
- 김천 상무 FC
- 문경 상무 WFC
- 상무 농구단
- 상무 배구단
- 상무 야구단
- 상무 피닉스 (핸드볼)
- 대명 상무 아이스하키단